# Planeta chtoniczna

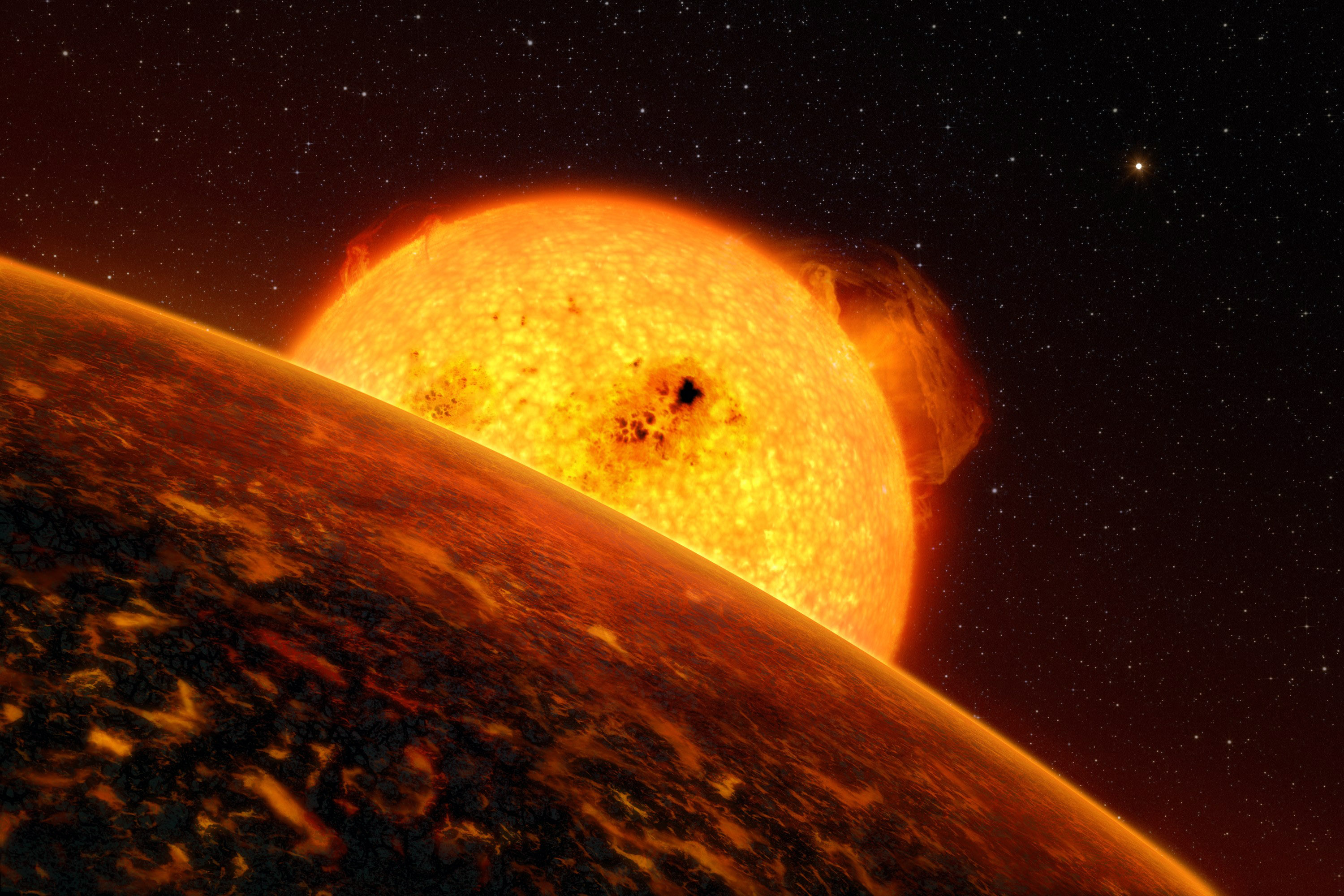
Wizja artysty planety COROT-7 b

Planeta chtoniczna – hipotetyczny typ planety powstałej w wyniku utraty atmosfery i warstw zewnętrznych przez gazowego olbrzyma. Do tego typu procesu może dojść na przykład przy dużej bliskości planety i jej gwiazdy. Powstała w ten sposób planeta składałaby się tylko z metalicznego lub skalistego jądra i przypominałaby planetę typu ziemskiego (skalistą).
Z odkrytych do tej pory (grudzień 2012) planet pozasłonecznych, kandydatami na planety chtoniczne są COROT-7 b oraz dwie planety układu KOI-55.
Nazwa planety wywodzi się z greckiego słowa chthónios (χθόνιος) znaczącego „w, pod, poniżej ziemi”; samo słowo „chtoniczne” używane jest w mitologii greckiej do określania bóstw świata podziemnego.